# C20H26N4O2
化学式C20H26N4O2（摩尔质量：354.446 g/mol）可以指：
- 己脒定，CAS号：3811-75-4
- Bmy 21190，CAS号：154512-24-0
- 奈拉米诺，CAS号：86140-10-5

|  | 这个同类索引页列出了具有相同分子式的化学物（即同分異構體）条目。 除非您是有意链接至本页，否则应将相应条目的内部链接指向正确的条目。 |